# Martyrium

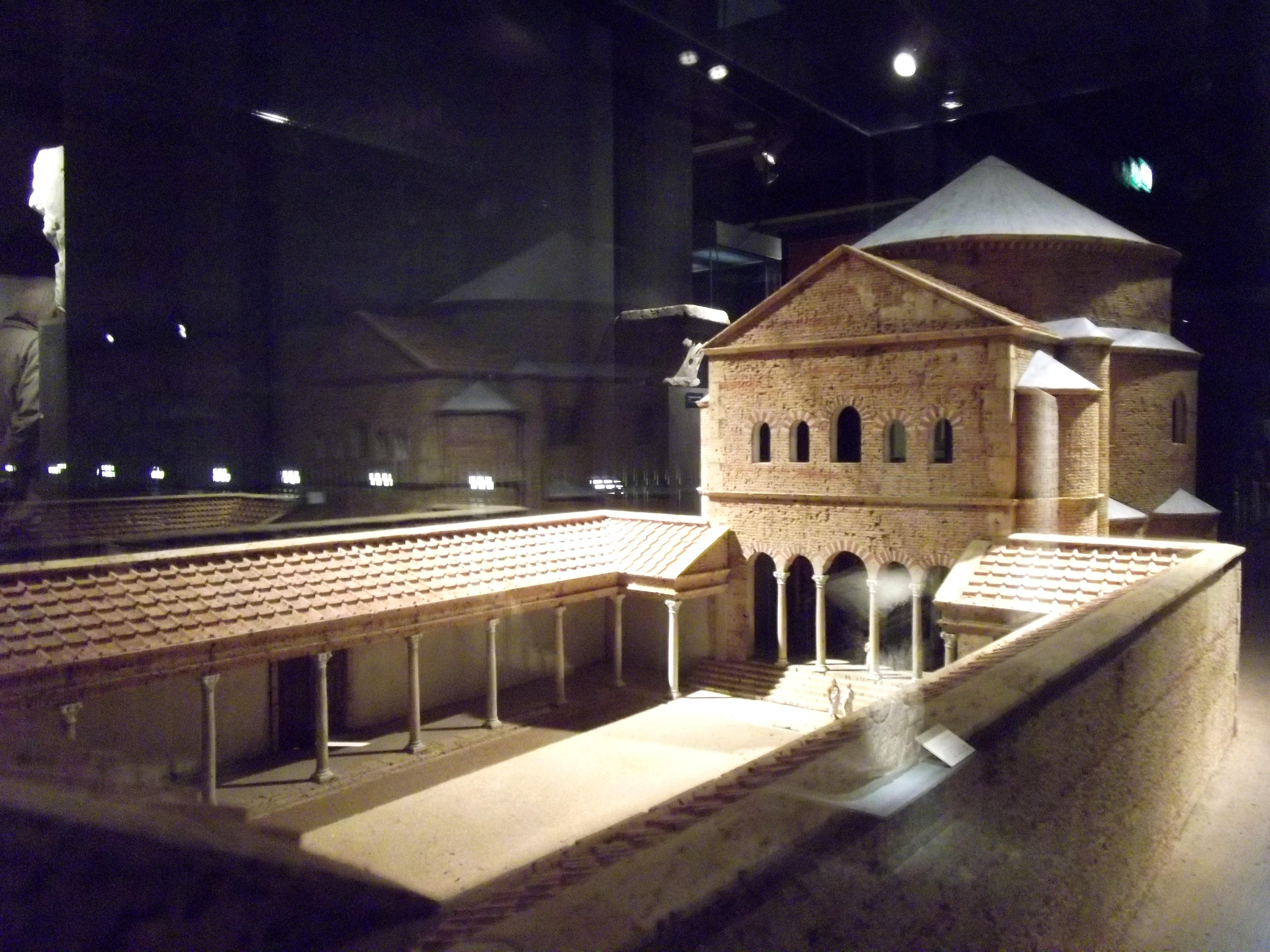
Maqueta que reproduce el aspecto que tendría San Gereón de Colonia en el.

La voz latina martyrium (pl.: martyria) del griego martyrion (μαρτυριον) que significa 'testimonio', españolizada a 'martirio', se usa para describir un tipo de edificación religiosa construida en «un lugar que da testimonio de la fe cristiana, sea por referencia a un acontecimiento de la vida de Cristo o por acoger el sepulcro de un mártir».

## Historia
Los martyria, generalmente de pequeñas dimensiones, fueron muy comunes en la iglesia primitiva, a comienzos del siglo IV. No tenían un diseño arquitectónico común, existiendo gran variedad de modelos, aunque la expresión rotonda martyrium, asociada a las plantas centralizadas (circulares o poligonales, que también eran frecuentes en los mausoleos romanos) se ha interpretado como simbolismo de la muerte y la eternidad. En muchos de ellos había una zona excavada bajo el pavimento que permitía a los fieles acercarse a las reliquias de un santo, a través de una pequeña abertura denominada fenestella, entre el altar y el sepulcro.
Algunos se transformaron en iglesias, o se construyeron iglesias anexas a ellos. Posteriormente fueron las iglesias las que comenzaron a recibir reliquias traídas de otros lugares, en vez de construirse sobre el lugar de martirio o enterramiento de los santos. El primer traslado de reliquias se registró en el año 354 en Antioquía, cuando las de San Babil (que estaban en un sarcófago) fueron trasladas a una nueva iglesia.
Entre las grandes construcciones cristianas fundadas a iniciativa del emperador Constantino están verdaderos martyria, como la Iglesia del Santo Sepulcro en Jerusalén, construida sobre el lugar que la tradición veneraba como el de la muerte y la tumba de Cristo, y las basílicas de San Pedro del Vaticano y San Pablo Extramuros en Roma, construidas sobre los venerados como lugares de martirio y enterramiento de ambos apóstoles. Todas ellas están muy transformadas en la actualidad. Entre los martyria que más aproximadamente han conservado su aspecto original están:
- El núcleo de la muy ampliada basílica de San Gereón de Colonia, del siglo IV.[7]
- Las dos cellae trichorae, basílicas-cementerio de tres ábsides semicirculares que se levantaron sobre las Catacumbas de San Calixto en Roma.[8]
- Santo Stefano Rotondo en Roma, del siglo V.
- Basílica de San Lorenzo (Milán), probablemente del siglo IV.[9]
- Iglesia de San Simón Estilita en Alepo, del siglo V, hoy en ruinas.

## Galería de imágenes

Ejemplos de martyria
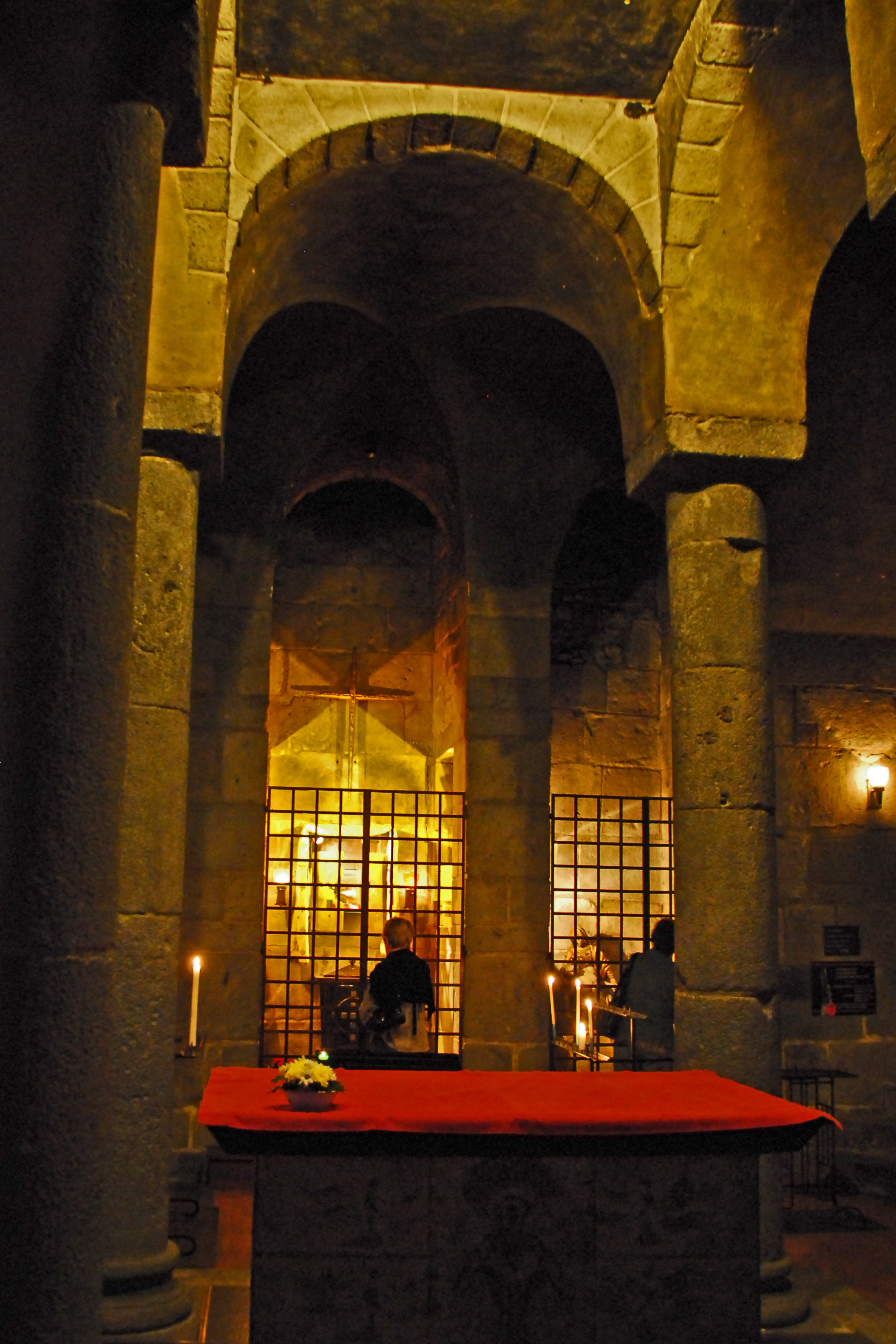
Martyrion o cripta de Notre-Dame d'Orcival.
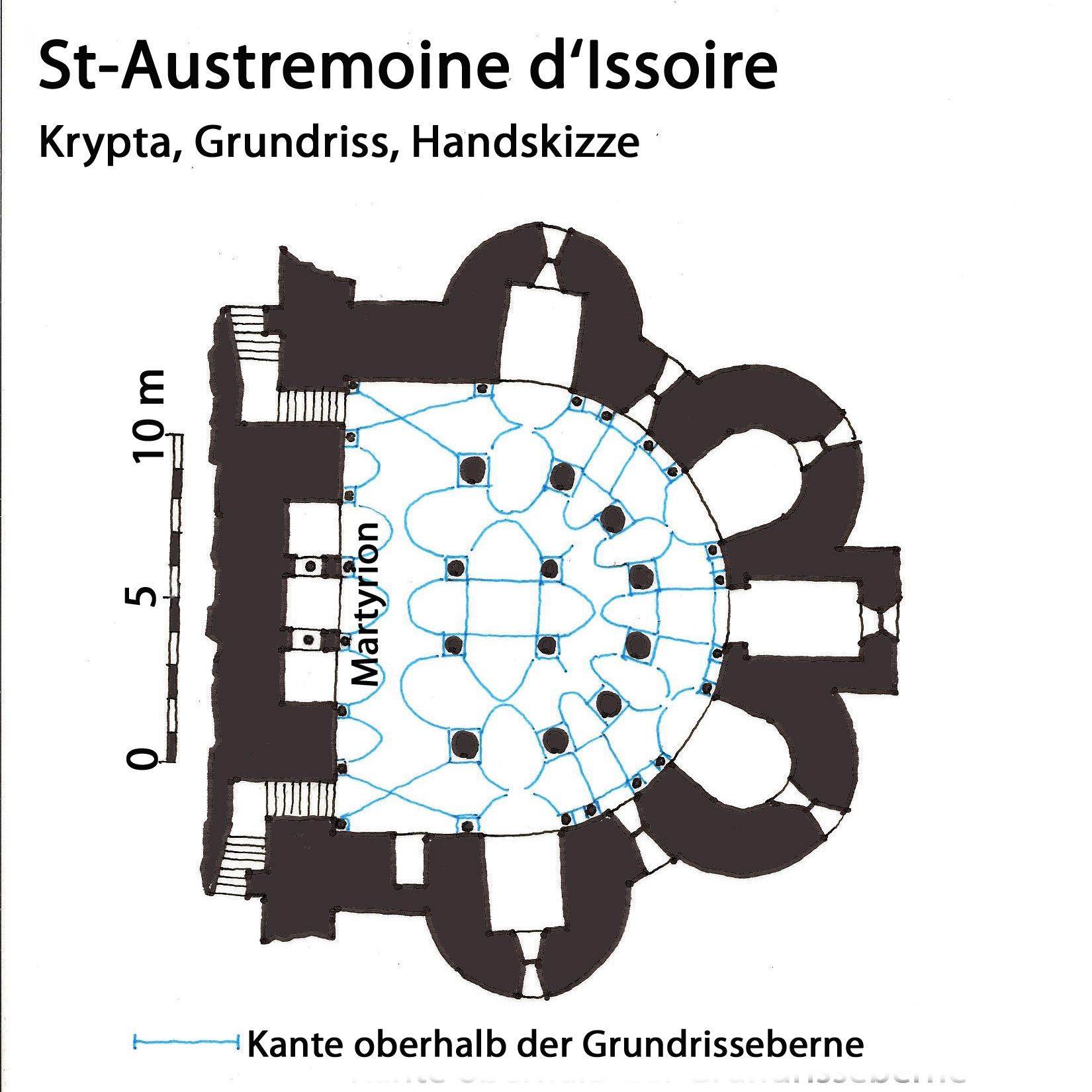
Planta de la cripta de St-Austremoine d'Issoire.
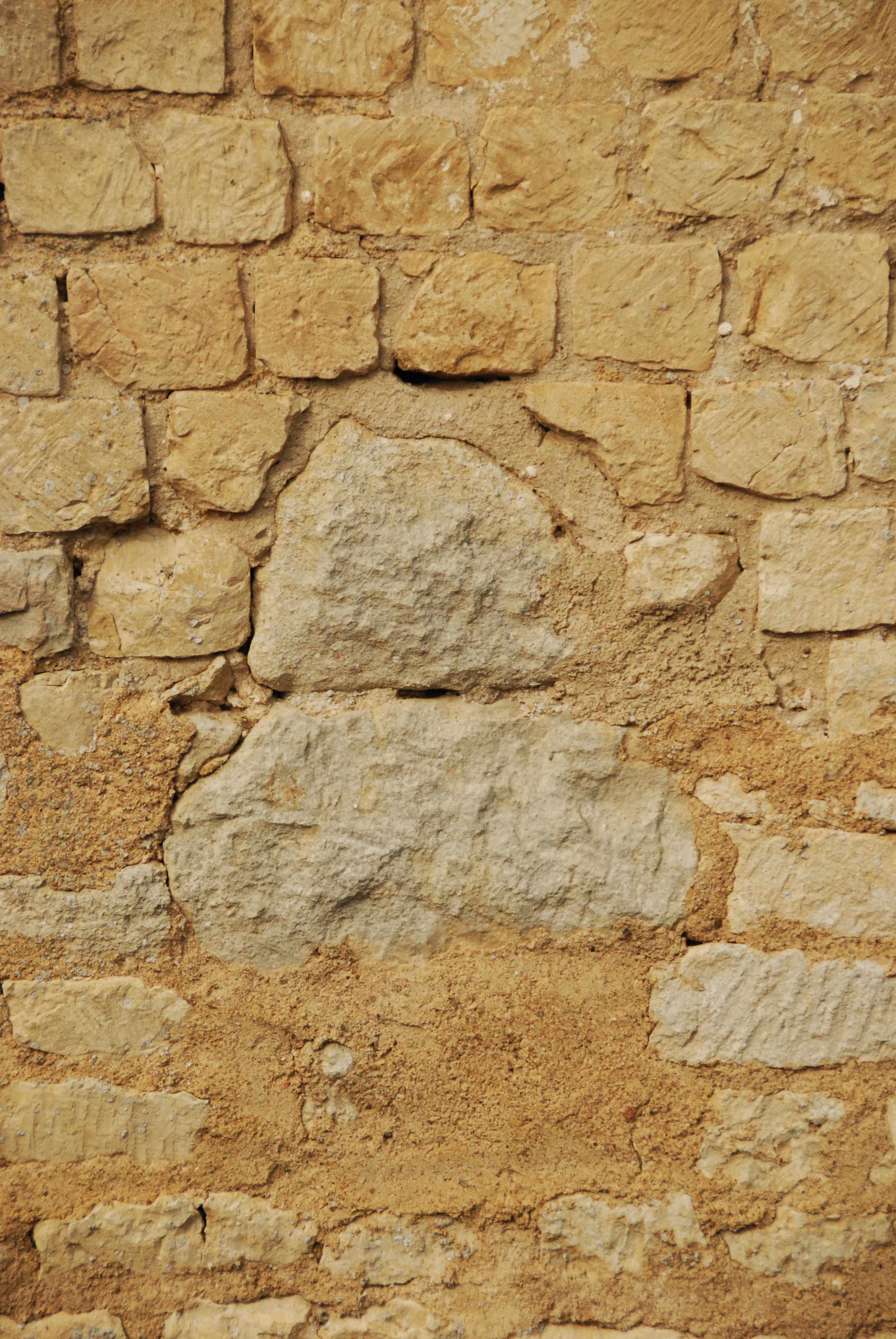
Fenestella en Civaux.
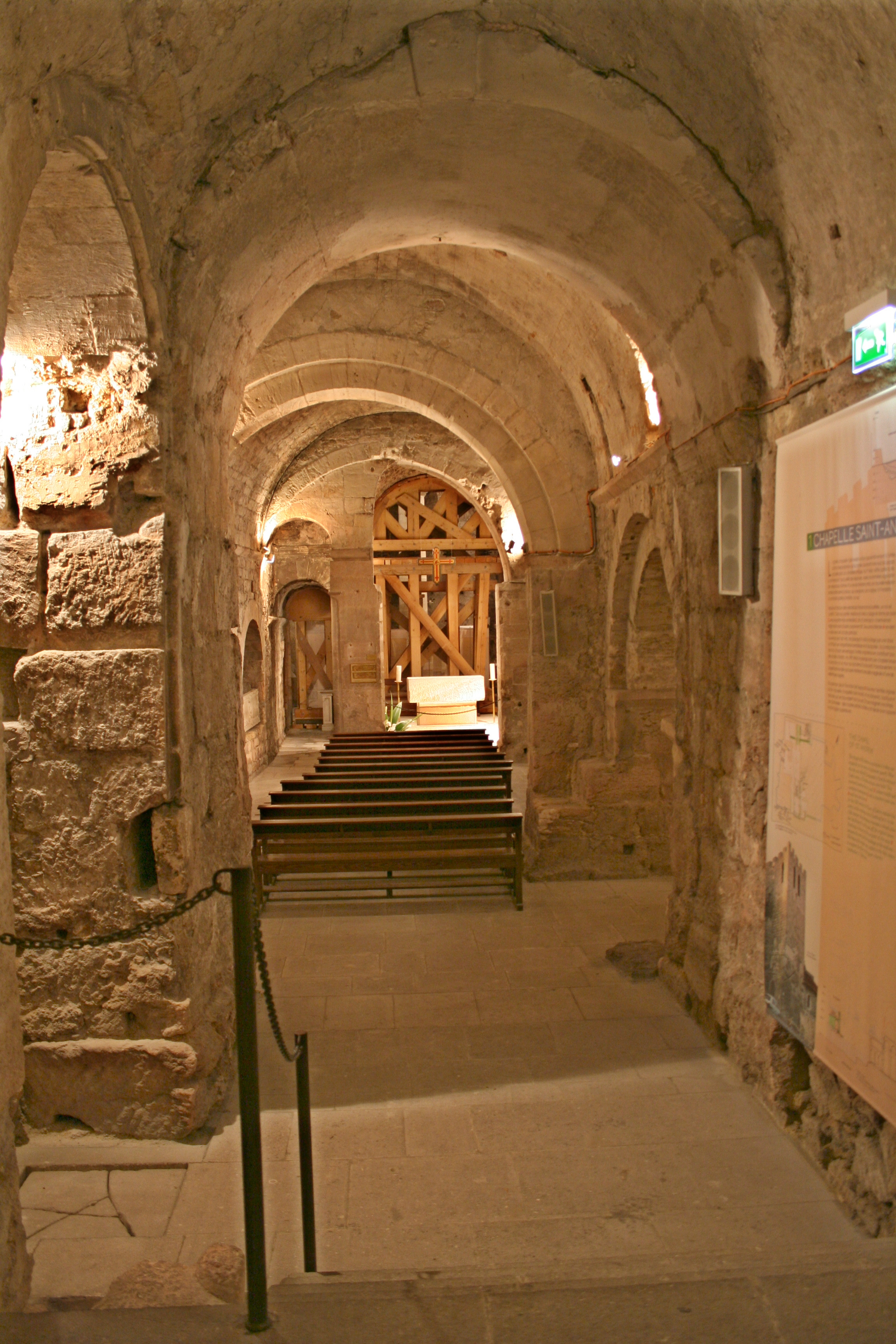
Martyrium de la abadía de San Víctor de Marsella.
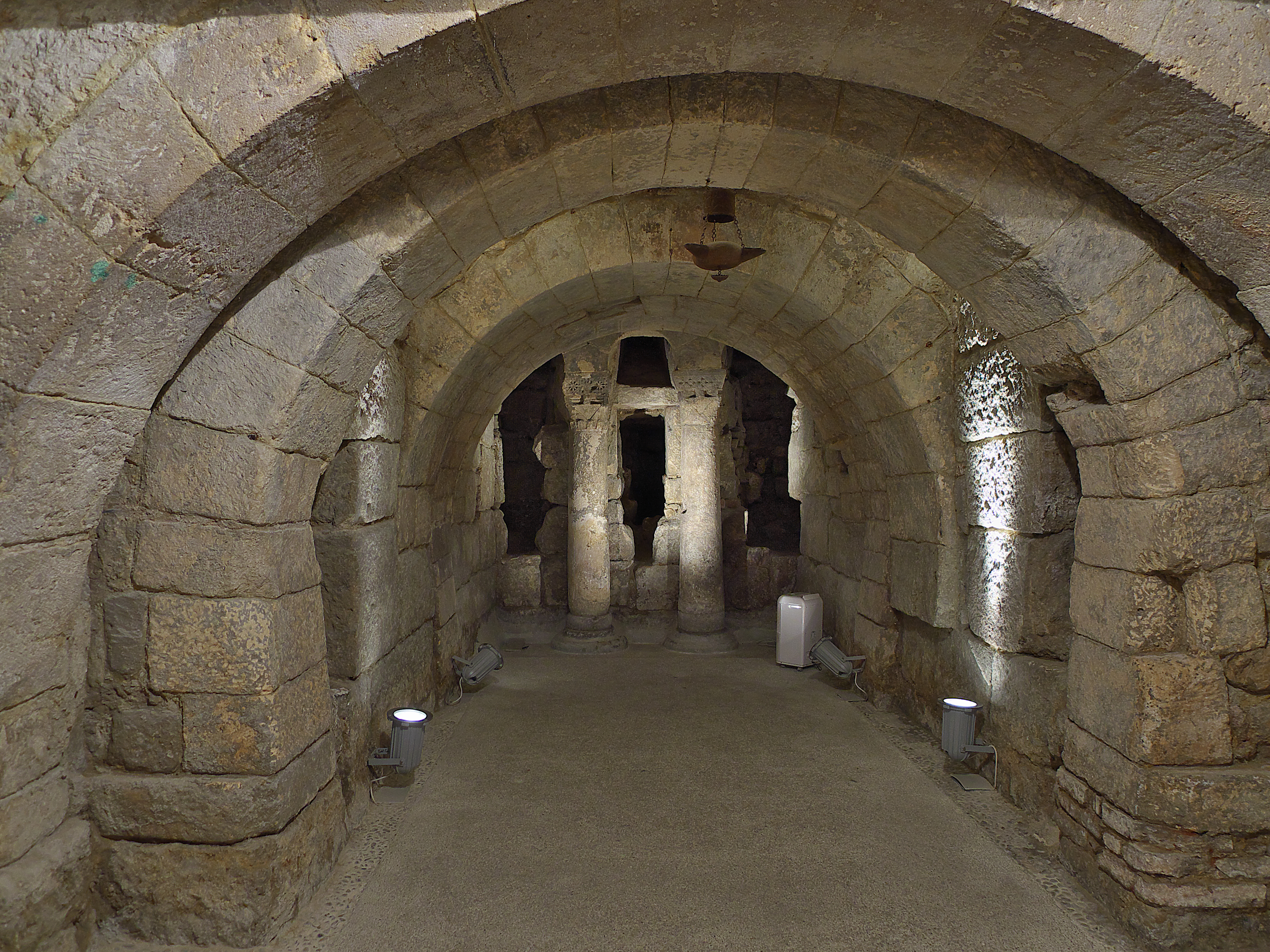
Catedral de Palencia, España. Cripta de San Antolín
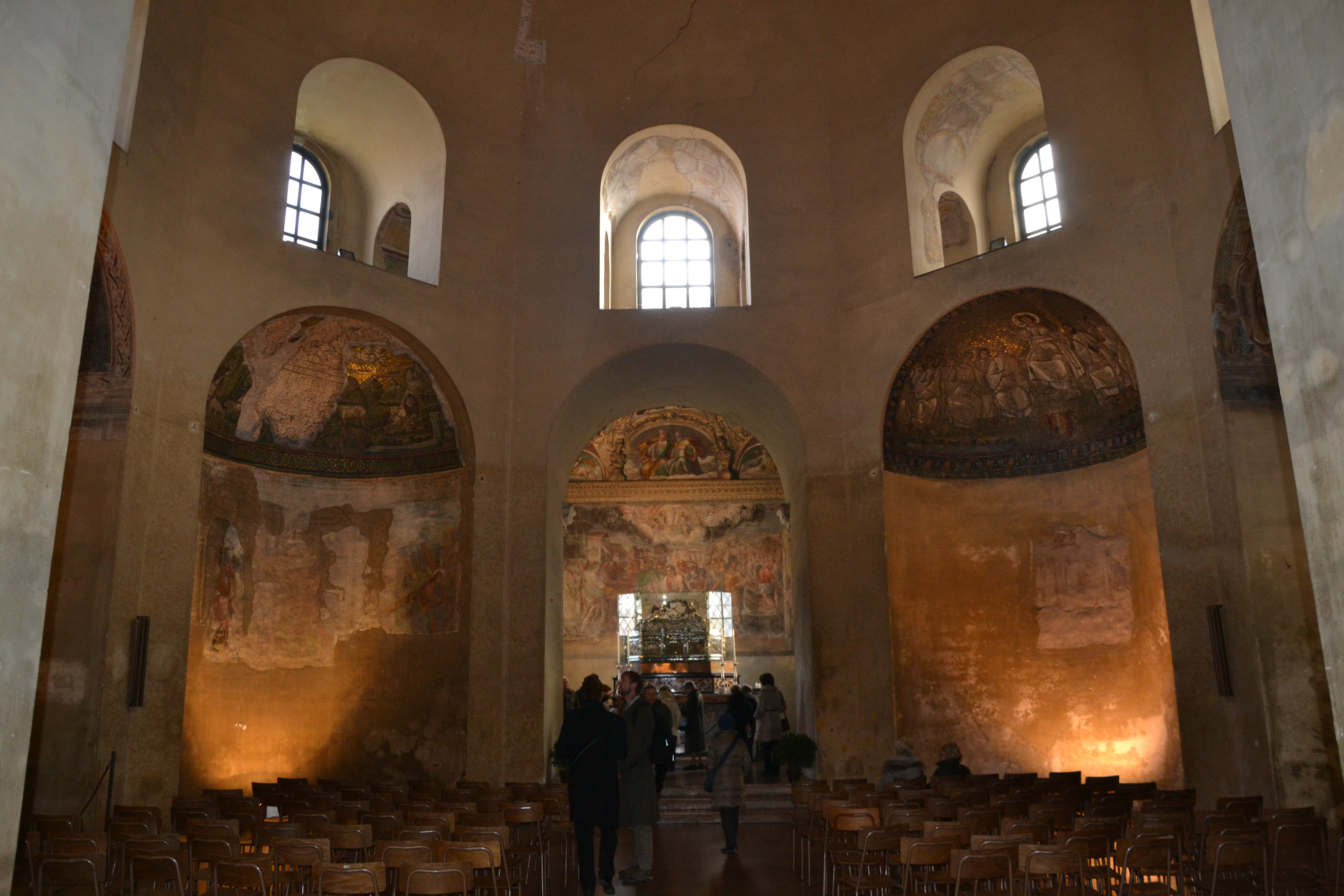
Capilla de San Aquilino en San Lorenzo de Milán.
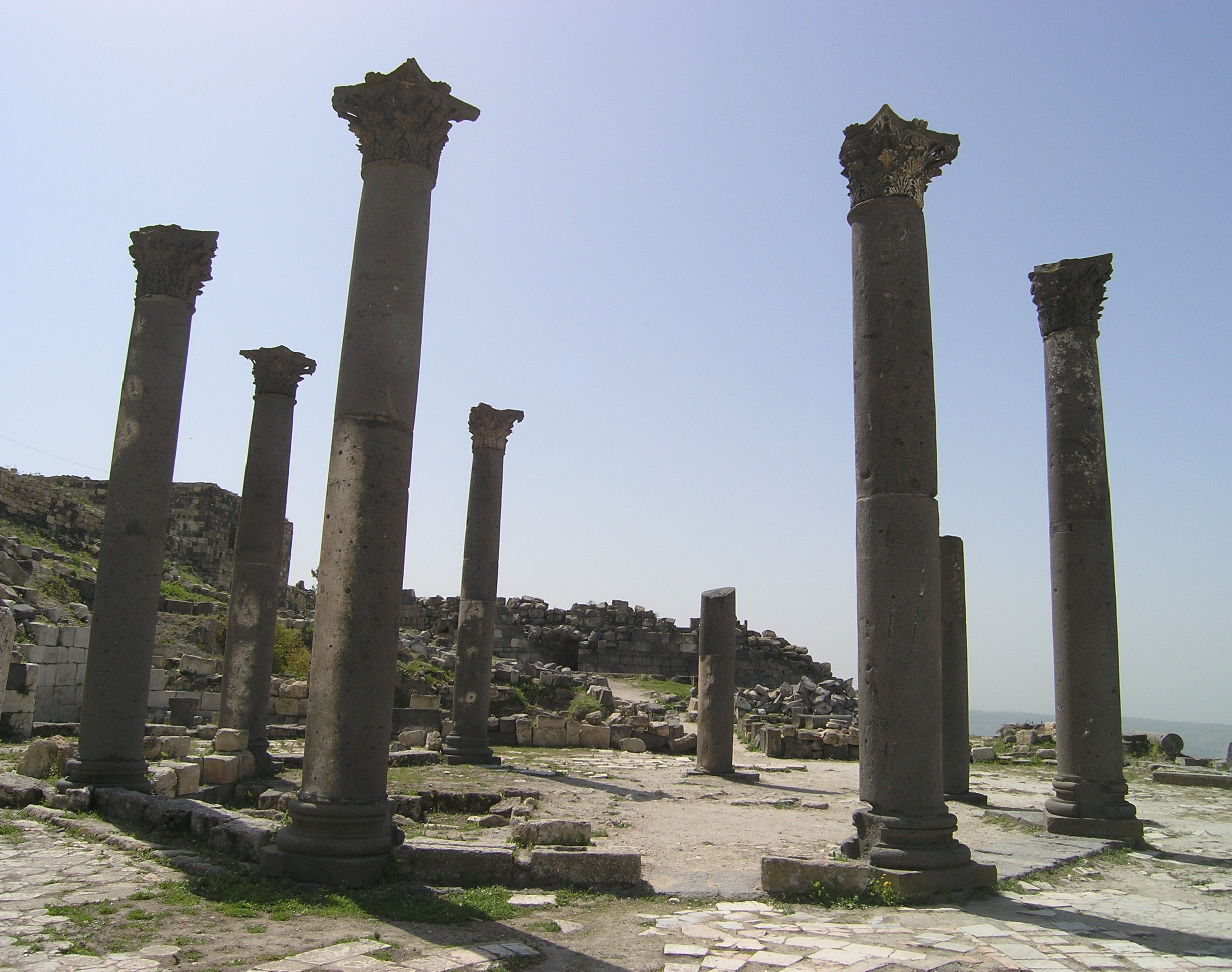
Umm Qais (Gádara).